# Prkovići (Bośnia i Hercegowina)
Prkovići (cyr. Прковићи) – wieś w Bośni i Hercegowinie, w Republice Serbskiej, w gminie Nevesinje. W 2013 roku liczyła 24 mieszkańców.